# ダリル・ヤンマート
ダリル・ヤンマート（Daryl Janmaat, 1989年7月22日 - ）は、オランダ・南ホラント州ライツヘンダム出身の元同国代表プロサッカー選手。現役時代のポジションはDF（右サイドバック）。

## クラブ経歴

### ADO
VSV TONEGIDOでフットボールを始め、フェイエノールトのユースで育ったが、契約は結べずADOデン・ハーグへ移り、そこで2007年10月5日にFCズヴォレとのリーグ戦でプロデビュー。1週間後のTOPオス戦で初のスタメン出場と初ゴール。18歳にしてスタメンをつかんだが、クラブは降格した。

### ヘーレンフェーン
2008年夏にウェスト・ブロムウィッチ・アルビオンFCへ去ったジャンニ・ザイフェルローンの後継者としてSCヘーレンフェーンと4年契約にサイン。しかしシーズン開幕戦のFCフォレンダムとのアウェーゲームでデビューした後、怪我で1年を無駄に。結局このシーズン リーグ戦10試合、カップ戦1試合、UEFAカップ1試合だけの出場に留まった。この怪我によってヘーレンフェーンがクラブ初タイトルをつかんだKNVBカップ決勝も欠場している。
翌年以降はエールディヴィジ屈指の右サイドバックへと成長。2010-11シーズン末にクラブは2012年で切れる契約の延長を熱望したが、ヤンマートはこれに応じなかった。

### フェイエノールト
2012年初頭にユース時代を過ごしたフェイエノールトにフリー移籍を決め、3年契約にサイン。この夏ルート・フォルメル (ローダJC) 、ジョン・ホーセンス (NECナイメヘン) に続くロッテルダム・ザイト3人目の補強となった。フェイエノールトでもシーズン当初からスタメンをつかみ、8月26日のヘラクレス・アルメロとのアウェーゲームで初ゴール。そのパフォーマンスによりオランダ代表にもデビュー。このシーズンで大きく成長したヤンマートはフェイエノールトで最多出場時間の選手となり、オランダ各紙で高い評価を受けるなど多くの人から『オランダ最高の右バック』の評価を得るようになった。

### ニューカッスル
2014年7月17日、アーセナルFCに移籍したマテュー・ドゥビュシーの後釜として、ニューカッスル・ユナイテッドFCに移籍した。

### ワトフォード
2016年8月24日、ワトフォードFCに移籍した。4シーズンに亘ってプレーしたが、2019-20シーズンはリーグ18位で終了し、EFLチャンピオンシップに降格。2020年10月12日にワトフォードとの契約解消に合意し、退団したことが発表された。

### ADO復帰
守備陣の不安が叫ばれていたリヴァプールFCの即戦力候補として報道される中、2021年1月よりADOデン・ハーグへ13年振りに復帰。2023年までの契約を締結した。

## 代表経歴
2012年8月31日、代表監督ルイ・ファン・ハールはワールドカップ予選・トルコ戦及びハンガリー戦へのセレクションに、プレセレクションに入っていなかったヤンマートを招集。9月7日のアムステルダムでのトルコ戦でヤンマートは夢だったオランダ代表デビューを果たした。2-0で勝利したこの試合ではフェイエノールトのチームメイト ヨルディ・クラーシ、ブルーノ・マルティンス・インディと共にスタメン出場。「本来の彼ではなかった」(ファン・ハール評) という低調なパフォーマンスでハーフタイムにリカルド・ファン・ラインと交代になったが、その後ドイツ、イタリアとの親善試合で好プレーを見せて評価を高め、2013年3月22日のエストニアとのW杯予選では2アシストを記録し、この試合のベストプレイヤーに選出された。
2014 FIFAワールドカップメンバー23人に選出され、スペインとの初戦でワールドカップデビューを果たした。しかしグループステージ3試合で低調なプレーに終始し、決勝トーナメントの4試合ではスタメンの座を失った。

## 評価
- プロデビュー時には攻撃的な守備とプレースタイルで注目を集め、ジャーナリストのヨハン・デルクセン（オランダ語版）に「オランダ最高の右サイドバック」と呼ばれた[8]。

- フェイエノールト時代の監督ロナルト・クーマンは「サイドバックには素早い攻守の切り替えが求められるが、ヤンマートの強みはその素晴らしい推進力。彼が疲れているのを見たことがない」と語っている。[9]

## 代表歴

### 出場大会
- オランダ代表
  - 2014 FIFAワールドカップ

### 試合数
- 国際Aマッチ 33試合 0得点（2012年-2018年）[10]

| オランダ代表 | 国際Aマッチ | 国際Aマッチ |
| 年           | 出場        | 得点        |
| ------------ | ----------- | ----------- |
| 2012         | 3           | 0           |
| 2013         | 10          | 0           |
| 2014         | 10          | 0           |
| 2015         | 4           | 0           |
| 2016         | 1           | 0           |
| 2017         | 2           | 0           |
| 2018         | 3           | 0           |
| 通算         | 33          | 0           |

## タイトル
ヘーレンフェーン
- KNVBカップ : 2009